# Coupe du monde de ski alpin 1971-1972
Navigation
Édition précédente Édition suivante

La coupe du monde de ski alpin 1971-1972 commence le 3 décembre 1971 avec la descente femmes de Saint-Moritz et se termine le 19 mars 1972 avec le géant hommes de Pra Loup.
Les hommes, comme les femmes, disputent 21 épreuves : 7 descentes, 7 géants et 7 slaloms.
Les Jeux olympiques sont disputés à Sapporo du 5 au 13 février 1972.

## Tableau d'honneur
| Discipline | Hommes           | Femmes          |
| Général    | Gustavo Thöni    | Annemarie Pröll |
| Descente   | Bernhard Russi   | Annemarie Pröll |
| Géant      | Gustavo Thöni    | Annemarie Pröll |
| Slalom     | Jean-Noël Augert | Britt Lafforgue |

Gustavo Thöni remporte une deuxième coupe du monde à l'issue d'une course poursuite : le skieur de Trafoi comptait 65 points de retard sur Henri Duvillard après l'étape de Kitzbühel.
Les Français Henri Duvillard et Jean-Noël Augert mènent à tour de rôle le classement général de la coupe du monde.
Gustavo Thöni dépasse Henri Duvillard et Jean-Noël Augert lors de la dernière étape à Pra Loup (slalom et géant). L'italien prend la tête à l'issue du slalom et conforte sa position avec une deuxième place dans le géant.
Annemarie Pröll et Françoise Macchi se disputent la coupe du monde Femmes :
- L'autrichienne brille dans les épreuves de vitesse : 5 victoires en descente et 3 succès en géant.
- La française est plus polyvalente : 8 podiums (dont 4 victoires) lors des 9 premières courses de la saison.

Françoise Macchi se blesse à l'entraînement de la descente olympique à Sapporo (entorse au genou gauche).
Annemarie Pröll remporte, à seulement 19 ans, sa deuxième coupe du monde.
Le dénouement de cette saison rappelle celui de la saison 1969 et le duel entre Gertrude Gabl et Annie Famose interrompu par la blessure de Famose à l'entraînement de la descente du Kandahar.
L'équipe de France se console en gagnant tous les slaloms avec Françoise Macchi (2 succès), Britt Lafforgue (3 succès), Florence Steurer et la jeune Danielle Debernard, révélation française des Jeux olympiques.

## Coupe du monde Hommes

### Résultats
| Date                                              | Lieu                        | Discipline  | Vainqueur           |
| 5 décembre 1971                                   | Saint-Moritz                | Descente    | Bernhard Russi      |
| 9 décembre 1971                                   | Val-d'Isère                 | Géant       | Erik Håker          |
| 12 décembre 1971                                  | Val-d'Isère                 | Descente    | Karl Schranz        |
| 19 décembre 1971                                  | Sestrières Arlberg-Kandahar | Slalom      | Tyler Palmer        |
| 9 janvier 1972                                    | Berchtesgaden               | Slalom      | Henri Duvillard     |
| 10 janvier 1972                                   | Berchtesgaden               | Géant       | Roger Rossat-Mignod |
| 14 janvier 1972                                   | Kitzbühel Arlberg-Kandahar  | Descente I  | Karl Schranz        |
| 15 janvier 1972                                   | Kitzbühel                   | Descente II | Karl Schranz        |
| 16 janvier 1972                                   | Kitzbühel                   | Slalom      | Jean-Noël Augert    |
| 23 janvier 1972                                   | Wengen                      | Slalom      | Jean-Noël Augert    |
| 24 janvier 1972                                   | Adelboden                   | Géant       | Werner Mattle       |
| Jeux Olympiques à Sapporo du 5 au 13 février 1972 |                             |             |                     |
| 17 & 18 février 1972                              | Banff                       | Géant       | Erik Håker          |
| 19 février 1972                                   | Banff                       | Slalom      | Andrzej Bachleda    |
| 25 février 1972                                   | Crystal Mountain            | Descente I  | Bernhard Russi      |
| 26 février 1972                                   | Crystal Mountain            | Descente II | Franz Vogler        |
| 2 mars 1972                                       | Heavenly Valley             | Géant       | Gustavo Thöni       |
| 15 mars 1972                                      | Val Gardena                 | Descente    | Bernhard Russi      |
| 16 mars 1972                                      | Val Gardena                 | Géant       | Edmund Bruggmann    |
| 17 mars 1972                                      | Madonna di Campiglio        | Slalom      | Rolando Thöni       |
| 18 mars 1972                                      | Pra Loup                    | Slalom      | Rolando Thöni       |
| 19 mars 1972                                      | Pra Loup                    | Géant       | Edmund Bruggmann    |

### Classements

#### Classement général
| Rang | Nom              | Points |
| 1    | Gustavo Thöni    | 154    |
| 2    | Henri Duvillard  | 142    |
| 3    | Edmund Bruggmann | 140    |
| 4    | Jean-Noël Augert | 125    |
| 5    | Bernhard Russi   | 114    |
| 6    | Andrzej Bachleda | 109    |
| 7    | Rolando Thöni    | 93     |
| 8    | Karl Schranz     | 83     |
| 9    | Mike Lafferty    | 63     |
| 10   | Heinrich Messner | 61     |

#### Descente
| Rang | Nom              | Points |
| 1    | Bernhard Russi   | 110    |
| 2    | Karl Schranz     | 83     |
| 3    | Mike Lafferty    | 63     |
| 4    | Heinrich Messner | 61     |
| 5    | Franz Vogler     | 47     |

#### Géant
| Rang | Nom                 | Points |
| 1    | Gustavo Thöni       | 84     |
| 2    | Edmund Bruggmann    | 78     |
| 3    | Roger Rossat-Mignod | 55     |
| 4    | Erik Håker          | 50     |
| 5    | Henri Duvillard     | 49     |

#### Slalom
| Rang | Nom              | Points |
| 1    | Jean-Noël Augert | 101    |
| 2    | Andrzej Bachleda | 81     |
| 3    | Rolando Thöni    | 75     |
| 4    | Gustavo Thöni    | 66     |
| 5    | Edmund Bruggmann | 62     |

## Coupe du monde Femmes

### Résultats
| Date                                              | Lieu                        | Discipline  | Vainqueur          |
| 3 décembre 1971                                   | Saint-Moritz                | Descente    | Annemarie Pröll    |
| 11 décembre 1971                                  | Val-d'Isère                 | Descente    | Jacqueline Rouvier |
| 17 décembre 1971                                  | Sestrières Arlberg-Kandahar | Descente    | Annemarie Pröll    |
| 18 décembre 1971                                  | Sestrières Arlberg-Kandahar | Slalom      | Françoise Macchi   |
| 3 janvier 1972                                    | Oberstaufen                 | Géant       | Françoise Macchi   |
| 4 janvier 1972                                    | Oberstaufen                 | Slalom      | Françoise Macchi   |
| 7 janvier 1972                                    | Maribor                     | Géant       | Françoise Macchi   |
| 12 janvier 1972                                   | Bad Gastein                 | Descente    | Annemarie Pröll    |
| 13 janvier 1972                                   | Bad Gastein                 | Slalom      | Britt Lafforgue    |
| 18 janvier 1972                                   | Grindelwald                 | Descente    | Annemarie Pröll    |
| 19 janvier 1972                                   | Grindelwald                 | Slalom      | Britt Lafforgue    |
| 21 janvier 1972                                   | Saint-Gervais               | Géant       | Annemarie Pröll    |
| Jeux Olympiques à Sapporo du 5 au 13 février 1972 |                             |             |                    |
| 18 février 1972                                   | Banff                       | Slalom      | Britt Lafforgue    |
| 19 février 1972                                   | Banff                       | Géant       | Annemarie Pröll    |
| 25 février 1972                                   | Crystal Mountain            | Descente I  | Annemarie Pröll    |
| 26 février 1972                                   | Crystal Mountain            | Descente II | Wiltrud Drexel     |
| 1er mars 1972                                     | Heavenly Valley             | Géant       | Annemarie Pröll    |
| 3 mars 1972                                       | Heavenly Valley             | Slalom      | Florence Steurer   |
| 17 mars 1972                                      | Pra Loup                    | Slalom      | Danielle Debernard |
| 18 mars 1972                                      | Pra Loup                    | Géant I     | Danielle Debernard |
| 18 mars 1972                                      | Pra Loup                    | Géant II    | Britt Lafforgue    |

### Classements

#### Classement général
| Rang | Nom                | Points |
| 1    | Annemarie Pröll    | 269    |
| 2    | Françoise Macchi   | 187    |
| 3    | Britt Lafforgue    | 128    |
| 4    | Monika Kaserer     | 120    |
| 5    | Marie-Theres Nadig | 111    |
| 6    | Rosi Mittermaier   | 110    |
| 7    | Wiltrud Drexel     | 102    |
| 8    | Florence Steurer   | 96     |
| 9    | Danielle Debernard | 90     |
| 10   | Isabelle Mir       | 89     |

#### Descente
| Rang | Nom                | Points |
| 1    | Annemarie Pröll    | 125    |
| 2    | Wiltrud Drexel     | 76     |
| 3    | Marie-Theres Nadig | 71     |
| 4    | Françoise Macchi   | 67     |
| 5    | Isabelle Mir       | 63     |

#### Géant
| Rang | Nom              | Points |
| 1    | Annemarie Pröll  | 115    |
| 2    | Monika Kaserer   | 76     |
| 3    | Britt Lafforgue  | 52     |
| 4    | Françoise Macchi | 50     |
| 5    | Marilyn Cochran  | 44     |

#### Slalom
| Rang | Nom                               | Points |
| 1    | Britt Lafforgue                   | 76     |
| 2    | Florence Steurer Françoise Macchi | 70     |
| 4    | Rosi Mittermaier                  | 66     |
| 5    | Danielle Debernard                | 62     |